# ペンバ (小惑星)
ペンバ (1429 Pemba) はアリンダ族に位置する小惑星である。南アフリカのヨハネスブルグでシリル・ジャクソンによって発見された。
タンザニアの北部にあるペンバ島に因んで命名された。